# Alessandra Cappellotto
Alessandra Cappellotto (nascida em 27 de agosto de 1968) é uma ex-ciclista italiana. Ela representou o seu país em dois Jogos Olímpicos consecutivos: 1996 e 2000. Foi a vencedora da prova de estrada individual feminino no campeonato mundial de 1997, realizado em San Sebastián, na Espanha. Valeria Cappellotto, que faleceu em 2015, era sua irmã.